# Focolarebeweging

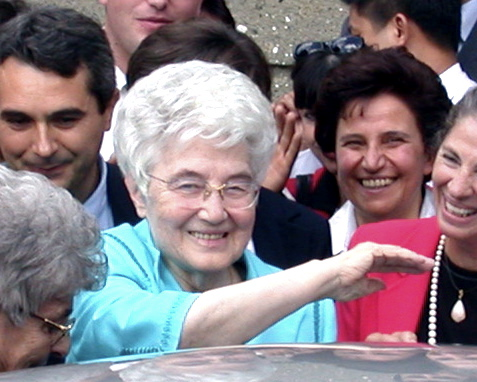
Chiara Lubich, stichteres van de Focolarebeweging

De Focolarebeweging (vaak kortweg het Focolare genoemd) is een katholieke lekenbeweging waarbinnen een verenigde wereld als belangrijkste boodschap geldt onder het motto "samen een".

## Organisatie
De beweging is concentrisch van structuur met in het centrum de opvolgster van de stichteres, de presidente (altijd een vrouw) en haar gemeenschap. Dan zijn er de andere "Focolares" in alle continenten met leden die meestal ongehuwd zijn en die zich officieel met de beweging verbonden hebben.
Zij leven in kleine gemeenschappen van mannen of vrouwen in gewone huizen en worden Focolarino's of Focolarina's genoemd. Gehuwde leden leven extern, maar verbonden met een focolare. Vervolgens zijn er de vrijwilligers en ten slotte de "adhaerenten". De jeugd komt samen als "Gen".
Activiteiten zijn bijvoorbeeld "Woord van Leven-groepjes", waarin men ervaringen uitwisselt die men had met het gepubliceerde "Woord van Leven" (korte overweging naar aanleiding van een Bijbeltekst) van die maand. Ook zijn er de regelmatige tv-journaals, gepresenteerd vanuit het Centrum ("Centro Uno") met korte documentaires uit de hele wereld.

## Geschiedenis
Op 7 december 1943 gaf Chiara Lubich (meisjesnaam Silvia) in het Noord-Italiaanse stadje Trente in stilte haar leven aan God. In 1944 bombardeerden de geallieerden Trente verschillende malen. Chiara en haar vriendinnen beleefden in de schuilkelder angstige momenten. Ze begrepen dat alles in het leven ijdel was... dat er voor hen maar één ideaal om voor te leven over bleef: God. Op 13 mei 1944 moesten zij weer in de kelder schuilen. Bij kaarslicht lazen ze in het Evangelie van Johannes het vers waarin Jezus bidt: "dat zij toch allen één zijn." (Joh.17,21) Dit was voor hén bedoeld, zo vonden ze. En later: "Hou van elkaar, zoals Ik van jullie gehouden heb" (Joh. 13,34), Jezus' nieuwe gebod van de Liefde, die niemand uitsluit. Zij zagen in dat ieder het Evangelie moest gaan leven. Voor katholieken was het toen helemaal niet vanzelfsprekend zo met de Bijbel om te gaan.
Al snel ontstond er een beweging om Chiara heen, die zich inmiddels heeft uitgebreid naar meer dan 180 landen. De naam van de beweging is afkomstig van het Italiaanse woord focolare, dat vuurhaard betekent. De naam is door de inwoners van Trente gegeven aan het eerste groepje meisjes dat het evangelie in praktijk bracht. De beweging, die binnen de Katholieke Kerk officieel Opera di Maria of Werk van Maria heet, trekt niet alleen mensen aan vanuit de Katholieke Kerk maar ook uit andere christelijke kerkgenootschappen en zelfs vanuit andere religies.
Op 17 september 1948 ontmoetten Chiara en Igino Giordani elkaar in Rome. Hij was een Italiaans parlementslid en gehuwd, iemand die zich als leek teleurgesteld voelde ("voor ons leken schieten vandaag de kruimels over"). Chiara zou hem omschrijven als "medestichter" van de beweging.

## Kerkelijk erkend
Aartsbisschop Carlo Ferrari van Trente (1885 - 1962) gaf in 1947 de eerste diocesane goedkeuring. Hij heeft de beweging altijd gesteund, ook toen zij in de jaren '50 in de problemen leek te komen. Het was onder Paus Pius XII dat de Romeinse curie de beweging ging onderzoeken. Paus Johannes XXIII gaf in 1962 kerkelijke goedkeuring aan het "Opus Mariae". Daarna hebben de pausen altijd van hun waardering blijk gegeven. Paus Franciscus was óók kritisch. Zo zei hij tegen de presidente Margaret Karram in 2021: Ga met goede moed verder! Dit plantje moet water krijgen, maar ook gesnoeid worden!. Hij gaf een decreet uit met nieuwe bepalingen voor "verenigingen van leken". Tegen machtsmisbruik en voor bescherming van individuele personen en hun gewetens.
De Latijnse naam van de beweging is "Opus Mariae (Werk van Maria)". Voor Chiara en haar beweging is Maria, de moeder van Jezus en van God, het beeld van moeder en leek bij uitstek.

## Mariapoli's
In 1949 trok de nieuw gevormde Focolaregemeenschap naar de bergdorpen rond Trente om daar in de zomer langere tijd samen te komen. Deze jaarlijks terugkerende bijeenkomsten werden Mariapoli genoemd; letterlijk stad van Maria. Ook nu nog vinden elk jaar in alle landen waar de Focolarebeweging zich bevindt Mariapoli's plaats. Na verloop van tijd vroeg men zich binnen de focolarebeweging steeds vaker af, waarom het niet mogelijk was Mariapoli's 365 dagen per jaar te laten duren, in plaats van enkele dagen of weken in de zomer. In 1964 werd de eerste permanente Mariapoli gesticht, Loppiano, in Italië, onder de rook van Florence.
Inmiddels zijn overal ter wereld dergelijke permanente Mariapoli's (of focolarestadjes) ontstaan, ieder met zijn eigen spiritualiteit. Loppiano bijvoorbeeld heeft als thema "Ontmoetingsplaats van alle culturen". Ottmaring in Duitsland heeft als thema "Oecumene", Fontem in Kameroen "Inculturatie". Ook in Nederland en België zijn permanente Mariapoli's ingericht. In Nederland is dat Mariënkroon bij Nieuwkuijk (voorheen van 1982 tot 2007 in Huis Baak), in België is er Vita te Rotselaar, bij Leuven.

## Economie van Gemeenschap
Binnen de Focolarebeweging probeert men de Bijbel letterlijk in praktijk te brengen. Dit leidt soms tot nieuwe (spirituele) inzichten. In het Bijbelboek Handelingen van de apostelen wordt over de eerste christenen gezegd, dat ze alles deelden wat ze hadden, waardoor niemand gebrek leed. Een vrijwillige gemeenschap van goederen werd al vanaf het eerste begin van de Focolarebeweging nageleefd. In 1991 werd echter duidelijk dat deze gemeenschap van goederen zeer goed samen kon gaan met een vrijemarkteconomie. Binnen deze zogenoemde Economie van Gemeenschap stellen bedrijven twee derde van hun winst ter beschikking van armoedebestrijding en vorming. Inmiddels werken meer dan 750 bedrijven wereldwijd volgens dit principe. Verschillende congressen, afstudeeronderzoeken en wetenschappelijke publicaties zijn er aan gewijd.
Onder de naam New Humanity (Nieuwe Mensheid) heeft de Focolarebeweging als ngo raadgevende status bij de Economische en Sociale Raad van de Verenigde Naties.

## Machtsmisbruik
Niet iedereen die zijn leven geheel of gedeeltelijk in het Focolare heeft doorgebracht is zonder meer positief over zijn ervaringen. De kritiek richt zich vooral, maar niet alleen, op de door hen als (veel te) dominant beschouwde positie van de stichteres, Chiara Lubich. Dit geluid is sinds eind jaren '90 luider geworden. Er kwam zelfs een netwerk van ex-focolarini/-ne en een website. Zij verlieten de beweging zonder dat - volgens hen - hun pijn opgemerkt en hun kritiek écht gehoord was.
Gordon Urquhart, die tien jaar in het Focolare was, legde zijn in 1995 zijn ervaringen en kennis vast in een boek: "Het geheime leger van de paus, sekten in de kerk ("The Popes Armada").
In november 2021 kwam in Italië het boek "La Setta Divina" uit, waarin andere ex-leden hun ervaringen meedeelden aan onderzoeksjournalist en auteur Ferruccio Pinotti.

## Excuses en goede voornemens
Op 22 september 2021 gaf de in april van dat jaar gekozen Palestijnse presidente van de beweging, Margaret Karram, een interview aan het Italiaanse avondblad Corriere della Sera onder de kop "De wending onder Karram". In "Nieuwe Stad", het kwartaalblad van de beweging in Nederland, wordt dit weergegeven onder de kop "Zelfkritiek niet schuwen" Karram erkent daarin dat "aspecten van het gedachtegoed van Chiara Lubich in het verleden binnen de beweging verkeerd geïnterpreteerd zijn. Als voorbeeld noemde zij het "niets zijn uit liefde": dat is niet het opgeven van vrijheid maar "niet vol zijn van zichzelf". Dit alles heeft "traumatische ervaringen veroorzaakt". "Wij vragen vergiffenis aan de mensen die onrecht is aangedaan." Ook zegt zij: "Wij zijn ons ten volle bewust van het misbruik, seksueel en anderszins, dat heeft plaatsgevonden binnen de beweging. Daarom hebben wij een impuls gegeven aan de Commissie voor Misbruik." En: "Een extern Brits bedrijf...voert een onderzoek uit naar misbruik. Tevens is er een commissie ingesteld die de statuten gaat bestuderen en die voorstellen gaat doen om het eigen geweten van leden beter te beschermen tegen beslissingen van de leiding. Op basis van het nieuwe decreet (van Paus Franciscus) zullen we veel dingen veranderen."
In een klein kader onder het artikel in Nieuwe Stad staat dat Focolare Nederland "vertrouwenspersonen heeft aangewezen", "een interne klachtenprocedure heeft opgesteld en een klachtencommissie in het leven heeft geroepen."